# Larissa Riquelme

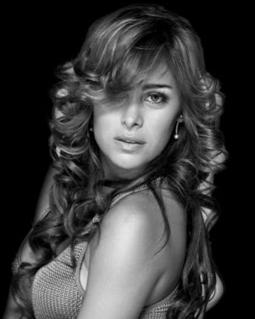
Larissa Riquelme (2010)

Larissa Mabel Riquelme Frutos (* 22. Februar 1985 in Asunción) ist ein paraguayisches Model und Theaterschauspielerin. Sie gehört zu den bestbezahlten Models in Paraguay.

## Karriere
Riquelme ist die Tochter von Román Florencio Riquelme Ramírez und Limpia Frutos. Vor ihrem Durchbruch als Medienmodel war sie Darstellerin im Stadttheater von Asunción. Ab 2005 nahm sie bei diversen Schönheitswettbewerben teil, wovon sie einige gewinnen konnte. 2005 wurde sie Gewinnerin der Reality-Show Verano Show, 2008 wurde sie Gewinnerin der Reality-Show Playa Vip. 2009 wurde sie in der argentinischen Ausgabe der Maxim abgebildet, 2010 in der Hombre Extremo.
Internationale Bekanntheit erlangte sie während der Fußball-Weltmeisterschaft 2010 in Südafrika, als Bilder um die Welt gingen, die Riquelme mit ihrem Nokia-Handy zwischen ihren Brüsten zeigten. Daraufhin wurde sie von Axe als Model unter Vertrag genommen. Noch während der WM wirbt sie mit dem Axe-Schriftzug auf ihrem Dekolleté für den Kosmetikproduzent Unilever. Durch diese Art von Werbung wurde sie zu einer der am häufigsten im Internet gesuchten Personen und wurde von der Marca, Spaniens größter Sportzeitung, zur „World Cup's Girlfriend“ ernannt.
Nach der Bemerkung Diego Armando Maradonas, er würde nackt durch Buenos Aires laufen, falls Argentinien die Weltmeisterschaft 2010 gewinnen würde, versprach Riquelme, dass sie nackt durch Asunción laufen würde, wenn Paraguay ins Halbfinale kommen würde. Paraguay schied anschließend vor dem Halbfinale aus. Riquelme löste ihr Versprechen nachträglich ein, als sie sich für die brasilianische Ausgabe des Playboy auszog. Während der Copa América 2011 in Argentinien versprach sie, dass sie im Falle des Titelgewinns von Paraguay ein Nacktfotoshooting machen würde. Paraguay unterlag im Finale Uruguay mit 3:0.
Riquelme nahm an der argentinischen Version von Dancing with the Stars teil.
Im Mai 2012 machte sie Aktbilder für das Magazin Sexy Magazine.

### Privates
Seit 2013 befindet sie sich in einer Beziehung mit dem Fußballspieler Jonathan Fabbro, der auch für ihren Lieblingsclub Club Cerro Porteño spielte.